# کوه شیدانگو

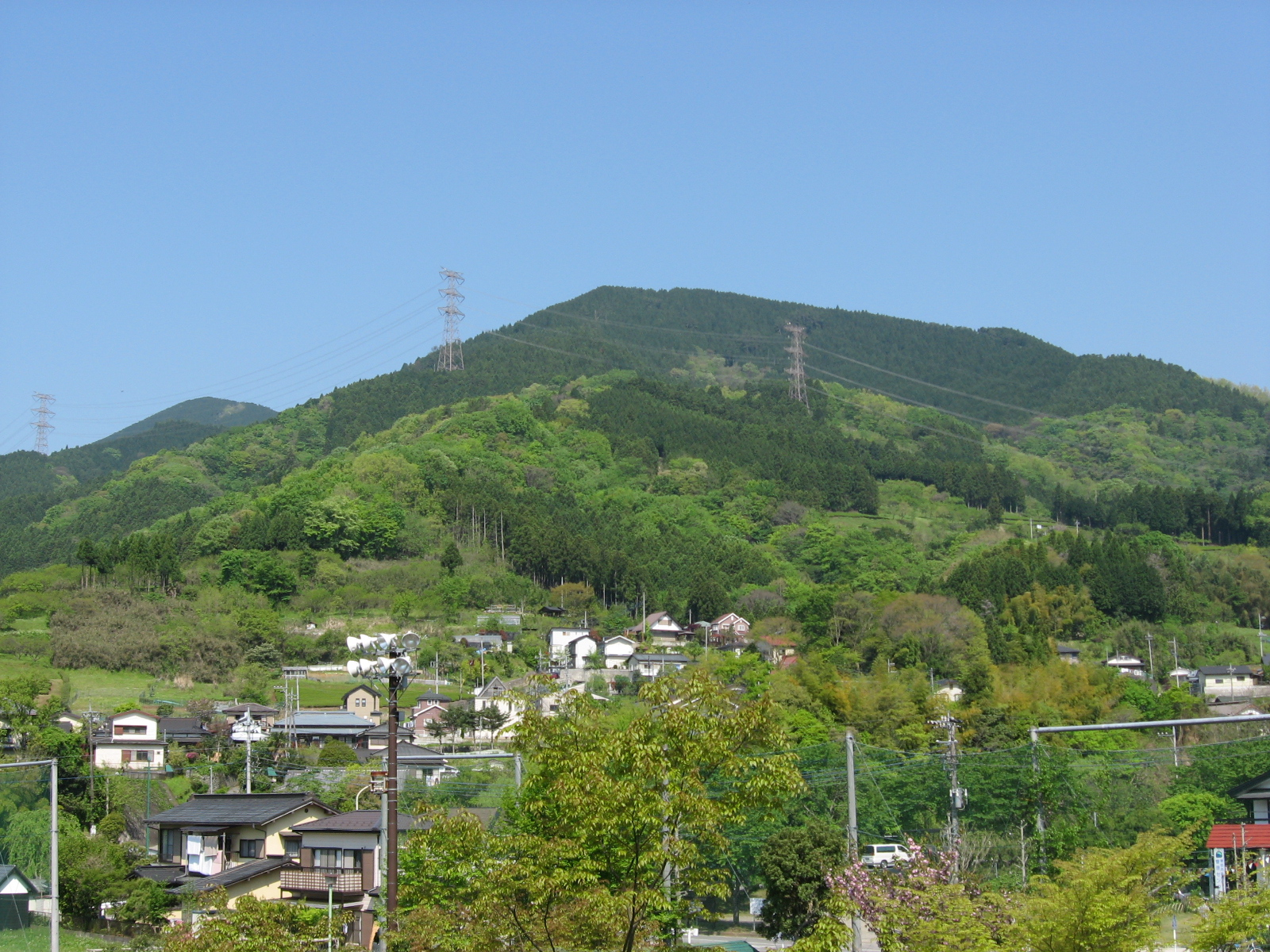
کوه شیدانگو (シダンゴ山).

شیدانگُو یاما (به ژاپنی: シダンゴ山 Shidango-yama) در استان کاناگاوا (神奈川県) قرار دارد. ارتفاع این کوه ۷۵۸ متر است. این کوه یکی از کوه‌های تشکیل دهندهٔ منطقه کوهستانی تانزاوا (丹沢山地) محسوب می‌شود.